# Bracewell and Brogden
Bracewell and Brogden – gmina (civil parish) w Anglii, w hrabstwie Lancashire, w dystrykcie Pendle. Leży 52 km na północ od miasta Manchester i 304 km na północny zachód od Londynu. W 2001 miejscowość liczyła 271 mieszkańców.